# Булатников, Павел Олегович
Па́вел Оле́гович Була́тников (род. 27 июня 1972, Оренбург, СССР) — вокалист группы «Trubetskoy», получил известность как вокалист и перкуссионист минской группы «Ляпис Трубецкой».

## Биография
С 1987 по 1990 год — студент Минского Культурно-просветительского училища.
С 1989 года в качестве вокалиста участвовал в группах «Лицей» (не путать с одноименной российской поп-группой), ныне группа «COSMOPOLITE» и «Bad Informers». Визитной карточкой Павла в тот период времени (1989—1995) были очень длинные волосы и огромные серьги.
В 1990 году поступил в Минский институт культуры, где познакомился с Сергеем Михалком. В 1995 году окончил институт.
Осенью 1997 года был приглашен в группу «Ляпис Трубецкой» на роль второго вокалиста. Первой песней, исполненной Павлом на концерте «Ляписов», стала «Почему любовь уходит». За много лет участия в группе «Ляпис Трубецкой» Булатников не сыграл ни одной ноты на гитаре, хотя играть на акустической гитаре Павел умеет.
После прекращения существования группы Ляпис Трубецкой в 2014 году вместе с гитаристом Русланом Владыко создал группу «Trubetskoy».

### Семья
Женат. Воспитывает дочь.

## Дискография

### Ляпис Трубецкой
- 1999 — Красота
- 2000 — Тяжкий
- 2001 — Юность
- 2004 — Золотые яйцы
- 2006 — Мужчины не плачут
- 2007 — Капитал
- 2008 — Manifest
- 2009 — Культпросвет
- 2011 — Весёлые картинки
- 2012 — Рабкор
- 2014 — Матрёшка

### Trubetskoy
- 2014 — Ласточка (сингл)
- 2014 — Ёлки (макси-сингл)
- 2015 — Прывітанне ўсім наогул (сингл)
- 2015 — Magister Bibendi (альбом)
- 2016 — Один из вас (сингл)

- 2019 — Зашевелит бит (альбом)